# Wembley Championships 1982
Il Wembley Championships 1982 è stato un torneo di tennis giocato sul sintetico indoor della Wembley Arena di Londra in Inghilterra. È stata la 34ª edizione del torneo che fa parte del Volvo Grand Prix 1982. Il torneo si è giocato dall'8 al 14 novembre 1982.

## Campioni

### Singolare maschile
John McEnroe ha battuto in finale  Brian Gottfried con il punteggio di 6–3, 6–2, 6–4

### Doppio maschile
Peter Fleming /  John McEnroe hanno battuto in finale  Heinz Günthardt /  Tomáš Šmíd con il punteggio di 7–6, 6–4